# Łucznictwo na Igrzyskach Europejskich 2023
Rywalizacja w łucznictwie na Igrzyskach Europejskich 2023 odbyła się w dniach 23-29 czerwca 2023 na obiekcie Klubu Sportowego Płaszowianka w Krakowie. Rozegranych zostało osiem konkurencji; zawody indywidualne i drużynowe kobiet i mężczyzn, oraz mikst. W trakcie zmagań zawodnicy i zawodniczki używali dwóch rodzajów łuku – klasycznego (olimpijskiego) i bloczkowego.

## Medaliści i medalistki

### Mężczyźni
| Konkurencja                 | Złoto                                                       | Srebro                                                 | Brąz                                                    |
| Łuk klasyczny indywidualnie | Florian Unruh                                               | Miguel Alvariño                                        | Pablo Acha                                              |
| Łuk klasyczny drużynowo     | Włochy Mauro Nespoli · Federico Musolesi · Alessandro Paoli | Hiszpania Andrés Temiño · Miguel Alvariño · Pablo Acha | Szwajcaria Keziah Chabin · Thomas Rufer · Florian Faber |
| Łuk bloczkowy indywidualnie | Jozef Bošanský                                              | Marco Bruno                                            | Emircan Haney                                           |

### Kobiety
| Konkurencja                 | Złoto                                                         | Srebro                                                  | Brąz                                                        |
| Łuk klasyczny indywidualnie | Penny Healey                                                  | Elia Canales                                            | Chiara Rebagliati                                           |
| Łuk klasyczny drużynowo     | Wielka Brytania Penny Healey · Jaspreet Sagoo · Bryony Pitman | Francja Caroline Lopez · Audrey Adiceom · Lisa Barbelin | Włochy Tatiana Andreoli · Chiara Rebagliati · Lucilla Boari |
| Łuk bloczkowy indywidualnie | Elisa Roner                                                   | Ella Gibson                                             | Hazal Burun                                                 |

### Konkurencje mieszane
| Konkurencja   | Złoto                                    | Srebro                                      | Brąz                                    |
| Łuk klasyczny | Hiszpania Miguel Alvariño · Elia Canales | Ukraina Iwan Kożokar · Anastasija Pawłowa   | Niemcy Florian Unruh · Michelle Kroppen |
| Łuk bloczkowy | Estonia Robin Jäätma · Lisell Jäätma     | Dania Tanja Gellenthien · Mathias Fullerton | Włochy Marco Bruno · Elisa Roner        |

## Klasyfikacja medalowa
*   Gospodarz ( Polska)
| Miejsce | Reprezentacja   | Złoto | Srebro | Brąz | Razem |
| ------- | --------------- | ----- | ------ | ---- | ----- |
| 1       | Włochy          | 2     | 1      | 3    | 6     |
| 2       | Wielka Brytania | 2     | 1      | 0    | 3     |
| 3       | Hiszpania       | 1     | 3      | 1    | 5     |
| 4       | Niemcy          | 1     | 0      | 1    | 2     |
| 5       | Słowacja        | 1     | 0      | 0    | 1     |
| 5       | Estonia         | 1     | 0      | 0    | 1     |
| 7       | Ukraina         | 0     | 1      | 0    | 1     |
| 7       | Dania           | 0     | 1      | 0    | 1     |
| 7       | Francja         | 0     | 1      | 0    | 1     |
| 10      | Turcja          | 0     | 0      | 2    | 2     |
| 11      | Szwajcaria      | 0     | 0      | 1    | 1     |
| Razem   | Razem           | 8     | 8      | 8    | 24    |